# Нарушения на выборах в Государственную думу (2007)
Нарушения на выборах в Государственную думу — различные нарушения законодательства, связанные с процедурой голосования и подсчётом голосов избирателей во время парламентских выборов 2 декабря 2007 года.
О нарушениях заявили партии «Единая Россия», «КПРФ», «Яблоко», «СПС», а также ряд общественных организаций и деятелей.
По мнению представителя Центральной избирательной комиссии Игоря Борисова сообщения о массовых фальсификациях были необоснованны.

## Заявления о нарушениях

### Заявления «Единой России»
Представитель партии «Единая Россия» Андрей Исаев заявил, что органы власти Владимирской области используют административный ресурс в пользу КПРФ. По его словам, губернатор области поддерживает коммунистов.

### Заявления КПРФ
КПРФ негативно оценила итоги выборов, заявив, что на них имели место многочисленные нарушения. 7 декабря на заседании президиума КПРФ выборы были названы «несвободными, нечестными, несправедливыми». КПРФ намеревалась обратиться в Верховный суд, а также провести 22 декабря акцию протеста в крупных российских городах 8 декабря глава юридической службы КПРФ Вадим Соловьёв заявил, что партия не признаёт итоги выборов. 3 декабря первый зампред КПРФ Иван Мельников сказал, что партия готова отказаться от депутатских мандатов ради возможности перевыборов. Зюганов заявил, что на выборах использовалось около «20 технологий фальсификаций».
Как утверждает председатель партии Геннадий Зюганов, по данным протоколов наблюдателей КПРФ по Сибири и Дальнему Востоку, «Единая Россия» получила на 5-7 % меньше, а КПРФ — больше.
Представители КПРФ, в частности, утверждали, что на ряде избирательных участков имели место незаконная агитация, подкуп и принуждение избирателей, неправильное оформление протоколов, вбросы нескольких бюллетеней одним человеком. Сайт партии 2 декабря опубликовал список из 50 сообщений. По словам представителя мордовского штаба КПРФ, на некоторых избирательных участках за «Единую Россию» было подано более 100 % голосов.
По мнению КПРФ, наиболее значительные нарушения замечены в республиках Мордовия, Кабардино-Балкария, Чечня, Ингушетия, Башкирия, Дагестан, в Кемеровской области. Вадим Соловьёв утверждает, что в этих регионах у КПРФ было изъято 17-20 % голосов в пользу «Единой России». По его словам, были зафиксированы массовые вбросы заполненных бюллетеней (в Махачкале на одном из участков в выборах участвовало 530 человек, из урны извлечено 1638 бюллетеней). Зюганов потребовал от Путина отстранить от исполнения обязанностей губернатора Кемеровской области Амана Тулеева и президента Мордовии Николая Меркушкина: «Мордовией управляет криминально-уголовное формирование во главе с Меркушкиным, а губернатор Тулеев превратил регион в паханат. Надо положить этому конец». По данным КПРФ, в Кемеровской области зафиксирован случай обнаружения незаполненных, но подписанных протоколов; отмечены случаи нарушения в Дагестане. На сайте партии сообщается, что наблюдатели, недовольные действиями избирательной комиссии, после окончания подсчёта голосов обнаружили свою машину разбитой.
По требованию коммунистов в Ненецком автономном округе прокуратура передала в суд материалы по действиям члена избирательной комиссии, которая проводила агитацию в пользу «Единой России».
Руководитель пресс-службы А. Скатов новосибирского отделения КПРФ утверждал, что ему дважды удалось проголосовать на выборах: сначала на избирательном участке № 2018 на вокзале, затем повторно на участке № 2019 для лиц без определённого места жительства. Таким образом он на личном опыте убедился, что на этих выборах можно было проголосовать несколько раз и обратился в облизбирком. По его словам, второй бюллетень он испортил. Скатов сказал, что он готов понести наказание в том случае, если будет наказана избирательная комиссия. По сообщению газеты «Советская Россия», в Неликовском районе Ростовской области комсомолка задержала женщину, которая пыталась вбросить пачку бюллетеней за «Единую Россию». 20 декабря 2008 года КПРФ направила обращение в Европейский суд по правам человека в связи с фальсификацией итогов выборов в Государственную Думу ФС РФ пятого созыва, 15 февраля 2009 суд принял жалобу к рассмотрению.

### Заявления партии «Яблоко»
Партия «Яблоко», направившая около 10 тысяч наблюдателей для контроля за ходом голосования, также заявила о нарушениях. В жалобе в ЦИК, к которой был приложен список с заявлениями о нарушениях, говорилось, что «выборы были непрозрачны, недемократичны и проведены с нарушением законодательства о выборах и Конституции РФ». По словам Григория Явлинского, наблюдатели партии зафиксировали нарушения со списками избирателей и явкой, подкуп и принуждение избирателей, массовое использование фальшивых бюллетеней, многократное голосование по открепительным удостоверениям, вбросы большого числа бюллетеней, фальсификации при подсчёте голосов, отказы в выдаче наблюдателям копий протоколов.
На сайте партии размещён список заявлений о нарушениях за 2 декабря (выдворение наблюдателей, голосование несколькими бюллетенями, голосование по открепительным удостоверениям «25 человек нерусской национальности», которых привезли на автобусе). Представители партии сообщали о нарушениях в Башкирии, где избирателям выдавали бюллетени с уже проставленной галочкой напротив «Единой России». Другой представитель «Яблока» заявил, что в Челябинске был открыт отдельный участок для голосования людей без регистрации, перед которым стояло в очереди 800 человек, урна не была опечатана, заходивших в кабинку людей фотографировали. В Челябинской области избирательный участок открылся на час раньше, при этом наблюдатели не присутствовали при его открытии.
Как сообщает сайт партии, в Назрани на УИК 63 в списке избирателей находилось 2382 человека, из них проголосовало 237 человек, из них за «Единую Россию» 150. При этом, по данным ЦИК, на территории Республики Ингушетия объявлена явка 97 %, а голосов за Единую Россию — 94 %.

### Прочие заявления
По утверждению национал-большевика, представителя организации «Другая Россия» А. Петрова, в Новгородской области и городе Великий Новгород несколько студентов были подкуплены для вброса бюллетеней в пользу партии «Единая Россия». Г. Белонучкин утверждал, что им сфотографирован протокол бюллетеней на одном из участков, где «Единой России» приписано около 200 голосов.
Организация «Голос» заявила, что к ним поступило около 1000 обращений, связанных с нарушениями. По утверждению данной организации, в Твери сотрудниками ФСБ был задержан нарушитель; на нескольких избирательных участках Санкт-Петербурга были замечены плакаты «Единой России»; были отмечены жалобы на принуждение голосовать и отказ в присутствии наблюдателей при опечатывании урн. В «Новой газете» было также заявлено о нарушениях (давление на школы, университеты, принуждение голосовать). Журналисты газеты также утверждали, что избиратель, представившийся приверженцем «Единой России», мог проголосовать в Москве множество раз.
На сайте Каспарова утверждалось, что имелись нарушения, связанные с открепительными удостоверениям. После того, как они закончились в Челябинской, Тамбовской, Воронежской, Омской областях и в Москве, люди голосовали по справкам, учёт которых не велся.
Имелись сообщения, что в ряде регионов в здании избирательного участка проводились лотереи, хотя их проведение запрещается п. 3 ст. 56 Федерального закона «Об основных гарантиях избирательных прав и права на участие в референдуме граждан Российской Федерации».. Однако органы власти на все поступившие по этому поводу жалобы отвечали, что проведение лотереи никак не связано с выборами.
Экс-лидер партии СПС Никита Белых назвал выборы «самыми нечестными выборами в истории России», а «уровень и масштаб нарушений и фальсификаций был беспрецедентным» . Михаил Касьянов заявил, что «Госдума нового созыва не будет легитимной».
По предоставленным данным Башкортостан является одним из лидеров по нарушениям на выборах. Наблюдатели не были допущены на 12 избирательных участков и удалены при подсчёте голосов. Также наблюдателями отмечалось подозрительно массовое голосование студентов.
- Сообщения «Новой газеты» о нарушениях на выборах (давление на школы, университеты, принуждение голосовать за Единую Россию).
- Сообщения сайта КПРФ о нарушениях на выборах (подкуп избирателей, проголосовавших за Единую Россию (1000 руб.)[31] раздача лотереи «Десяточка» фотосвидетельство (номер Единой России в списке, голосование «мертвых душ» и т. д.)[32].
- Сообщения сайта партии «Яблоко» о фальсификациях на выборах в Ингушетии: в Назрани, на УИК 63 в списке избирателей находилось 2382 человека, из них проголосовало 237 человек, из них, за Единую Россию 150. При этом по данным ЦИК по территории Республики Ингушетия объявлена явка 97 %, а голосов за Единую Россию — 94 %. .

По информации российского экономиста А. Илларионова, на выборах имела место 90%-ная корреляция между официально зарегистрированной явкой избирателей и процентом проголосовавших за «Единую Россию». По его мнению, это свидетельствует о фальсификациях («чем больше явка — тем больше вброс»), так как в других странах подобных корреляций не наблюдается.
Ингушские оппозиционеры утверждали, что в рамках акции «Я не голосовал!» собрано 87340 письменных заявлений от жителей Ингушетии, достигших 18 лет, которые заявляют, что не ходили голосовать 2 декабря 2007 года. Эти данные находятся в противоречии с данными ЦИК РФ о том, что в выборах приняли участие свыше 98 % избирателей Ингушетии. Один из организаторов акции, Магомед Евлоев утверждал, что, по данным проведённых оппозиционерами «экзит-поллов», реальная явка составила около 6 %, причем из них более 80 % — за «Яблоко» (ратующую за возвращение Ингушетии Пригородного района). Организаторы акции планировали передать собранные заявления в Генпрокуратуру РФ для проведения последующей проверки, а жалобы жителей Ингушетии — в Европейский суд по правам человека, однако акция не получила продолжения: собранный материал так и не был передан в прокуратуру. Неясно, насколько вообще реальным был заявленный масштаб акции: так, мониторинг ПЦ «Мемориал» не зафиксировал сколь-нибудь значительного обхода избирателей в республике.
По итогам выборов в Думу кандидаты на пост Президента России от оппозиции Владимир Буковский, Михаил Касьянов и Борис Немцов выступили с совместным заявлением. В нём в частности говорится:

Прошедшие 2 декабря 2007 года «выборы» в Государственную Думу Федерального Собрания РФ пятого созыва стали самыми несвободными, самыми нечестными и самыми грязными за всю историю постсоветской России.

Целый ряд представителей оппозиции вообще не были допущены до выборов. Те оппозиционные партии, которые все же смогли принять участие в избирательной кампании, подверглись беспрецедентному административному давлению. Конфискация агитационных материалов, аресты и избиения активистов, незаконные задержания кандидатов в депутаты и даже убийство одного из них, организованная кампания по дискредитации оппозиции, лживая геббельсовская пропаганда в государственных СМИ, отсутствие доступа оппозиционных партий на федеральные телеканалы, ограничения на работу международных наблюдателей — все это стало отличительными чертами избирательной кампании 2007 года.— Совместное заявление кандидатов на должность Президента Российской Федерации
В своём заявлении оппозиционные кандидаты обязались в случае победы одного из них на президентских выборах распустить Государственную Думу пятого созыва и в кратчайшие сроки назначить новые выборы, которые «будут проведены в соответствии со стандартами многопартийной демократии, с обеспечением свободы слова, прозрачности всех процедур и равных возможностей для всех участников». Заметим, что ни один из этих кандидатов впоследствии не был допущен к выборам Президента РФ 2 марта 2008.

### Видео, заснятое движением «Смена»
На сайте движения «Смена» был представлен видеоролик, где заснята Любовь Максимова, член избирательной комиссии участка № 730, и посторонний человек, представившийся «водителем» опускающими в урну бюллетени для голосования. Западные телекомпании растиражировали этот ролик, представляя его в качестве видеосвидетельства явной подтасовки результатов выборов. Ролик был показан тогдашнему председателю ЦИК Владимиру Чурову в прямом эфире телеканала «РЕН ТВ». Сначала Чуров назвал это видео подделкой, так как якобы на выборах не могли присутствовать работники МЧС и заявил, что «с этой пленкой все ясно». При этом, как указывалось на сайте МЧС, «на каждом избирательном участке в день выборов сотрудники МЧС будут нести службу совместно с представителями правоохранительных органов».
Затем Максимова заявила, что это вопиющая провокация. По её словам, всё было в соответствии с законом: в день выборов после восьми вечера Максимова вскрыла переносную урну, в которой находились бюллетени с отметками людей, которые не могли проголосовать на участке по состоянию здоровья. Эти бюллетени и были опущены в общие урны. Свои действия она сопровождала подробным комментарием для присутствующих. Комментируя появление в Интернете видеоролика, представители ЦИК заявили, что определённые политические силы пытаются дискредитировать выборы в России. После проведённой проверки ЦИК заявил, что ролик изготовлен с помощью недобросовестного монтажа: из него специально был вырезан важный фрагмент, что позволило необоснованно утверждать о нарушении. Председатель Московской избирательной комиссии сказал: «Ну как такое может произойти вообще? У всех на глазах, на глазах у наблюдателей. Да никто бы не позволил. Это утопия». Проверка Московского избиркома подтвердила, что Максимова действовала в рамках закона, а итоговый протокол подписали все, в том числе и наблюдательница, проводившая съёмку.
Со своей стороны движение Смена заявило, что в его заявлении и в заявлении Максимовой и её руководителей речь идет о двух различных ситуациях. Максимова, согласно этому заявлению, действительно сначала вводила бюллетени от проголосовавших на дому, а затем на участке появился совершенно незнакомый человек, который называет себя в видео водителем (он подаёт Максимовой бюллетени и присутствует при подсчёте голосов) и именно в данном случае речь шла о фальсификации. На видео с фальсификацией видно, что бюллетени, которые подаёт Максимовой «водитель», не сложены вдвое, как это бывает при обычном голосовании.

### Заявление о попытках фальсификаций
Национал-большевик А. Петров, один из участников коалиции Другая Россия, на сайте Станислава Белковского утверждал, что им предотвращена акция фальсификации выборов. Для предотвращения данной акции им была подано в прокуратуру заявление. По его словам, завербованные за несколько тысяч рублей студенты должны были вбрасывать пачки бюллетеней в пользу «Единой России» в населённых пунктах Новгородской области. В зависимости от участка существовали различные методы вброса бюллетеней. 
Гражданин Белонучкин в своём блоге и на сайте dolgopa.ru утверждал, что им сфотографированы протоколы выборов на избирательном участке до и после переписывания протокола. По его словам, «Единой России» было приписано около 200 голосов. Подобное наблюдалось и на ещё нескольких участках, где удалось заснять протоколы до и после приписки. В результате раскрытия подтасовки Григорием Белонучкиным, в ЦИК поступила корректная информация о результатах выборов. Тем не менее, на нескольких участках (№ 305, 306, 315, 320, 322 и 327) итоговые данные всё же разошлись с данными наблюдателей.

### Более 100 % голосов за Единую Россию
Согласно некоторым сообщениям, на избирательных участках в Мордовии, благодаря задействованию административного ресурса и нарушениям по предварительным итогам голосования, за «Единую Россию» оказалось до 109 % голосов, после чего результаты были пересчитаны.
Представитель КПРФ утверждал, что в Мордовии за Единую Россию на некоторых участках проголосовало 104 % и 109 % голосов. Наблюдатели утверждали, что заметили другие нарушения: массовый вброс бюллетеней, принуждение студентов к голосованию под угрозой несдачи экзаменов, а также отказ от присутствия наблюдателей от КПРФ и отказ от предоставления протоколов.
Как КПРФ, так и другими партиями с возмущением приводятся факты, когда на участках, где зарегистрированы и голосовали зарегистрированные члены партии и их родные, в пользу данных партий не было отдано ни одного голоса.
По мнению Бориса Немцова, столь высокая явка избирателей может быть только в Северной Корее.

### Реакция ЦИК
Тогдашний зампред ЦИК Станислав Вавилов заявил, что на 8 декабря в ЦИК поступило около 150 обращений. Вавилов пообещал, что все поступившие жалобы будут рассмотрены и в случае необходимости будут переданы правоохранительным органам.
Комментируя заявления о нарушениях с открепительными удостоверениями, представитель ЦИК Игорь Борисов заявил, что по открепительным удостоверениям проголосовали 1 277 748 человек (что составляет лишь 1,17 % от всех избирателей или 1,8 % от принявших участие в голосовании). Как отметил Борисов, было отпечатано 2,4 млн открепительных удостоверений, из них выдано избирателям 1,4 млн. По его мнению, это говорит о необоснованности сообщений о массовых фальсификациях.

## Мнения и оценки

### Мнение представителей Общественной палаты России
4 декабря на пресс-конференции в Москве российские правозащитники заявили, что в день голосования на «горячую линию» Общественной палаты поступило 9487 обращений (в частности, 1287 жалоб на работу комиссий, 569 случаев неточностей в списках избирателей, 133 заявлений относительно ограничений допуска журналистов и наблюдателей на избирательные участки). По словам директора Российского фонда свободных выборов Андрея Пржездомского, полученные данные не отразились на результатах выборов. Сопредседатель ассоциации «Гражданский контроль», директор Московского бюро по правам человека Александр Брод отметил, что «мелкие незначительные факты и нарушения при проведении выборов наблюдаются не только в России, но и во многих странах».
Александр Брод также сказал, что нарушения не были массовыми и не повлияли на результаты голосования. Брод подчеркнул, что «нет никаких реальных фактов массовых фальсификаций».

### Мнение Людмилы Алексеевой
Известная правозащитница, председатель Московской Хельсинкской группы Людмила Алексеева высказала солидарность с мнением, что выборы — «это шоу для избирателей и Запада, а на самом деле результаты предрешены». Тем не менее она заявила, что принимала в них участие, «потому что мы, российские граждане, не должны утратить гражданскую привычку ходить голосовать. Когда-нибудь она нам понадобится».

### Мнение наблюдателей из ПАСЕ и ОБСЕ
Вице-президент парламентской ассамблеи ОБСЕ, член парламента Финляндии Киммо Кильюнен, который присутствовал в составе наблюдателей на парламентских выборах в России, считает, что голосование было демократическим и прошло нормально. «Возможность принять участие в выборах была у всех, в том числе у оппозиции», — сказал он, отметив, что увидел в России перед выборами дискуссию различных партий.
Представитель Парламентской ассамблеи ОБСЕ Йоран Леннмаркер заявил, что выборы несправедливы и не соответствуют стандартам и обязательствам, принятым в ОБСЕ и Совете Европы. Он отметил четыре наиболее значительных момента:
- Слияние государства и политической партии, что является злоупотреблением властью;
- Массмедиа приняли сторону президента Путина и правящей «Единой России».
- Новые избирательные законы делают сложным и не дают новым и небольшим партиям развиваться и эффективно конкурировать.
- Множество сообщений о притеснениях и создании всяческих препятствий для оппозиционных партий.

По мнению главы миссии ПАСЕ Люка ван ден Брандена, «Администрация президента и сам президент оказывали огромное, подавляющее влияние на предвыборный процесс и на сами выборы. Определенно, здесь имело место злоупотребление административным ресурсом, и если Россия — это управляемая демократия, то, соответственно, это были управляемые выборы».
«Высокий профессионализм выборов» в РФ, и их «соответствие российскому законодательству и международным требованиям» отметили международные наблюдатели японской миссии под руководством Уэно Тосихико.